# Cultura de Jastorf
La cultura de Jastorf es una cultura prehistórica, también conocida por ser la Edad del Hierro prerromana en el norte de Europa, concretamente en Escandinavia, Países Bajos y la zona del valle del Rin en el norte de Alemania. Este es el primero de los tres periodos en el sistema cronológico de Oscar Montelius. Cronológicamente se sitúa entre el siglo IV y s. I.
Este tipo de cultura es protogermánica, colindando en el sur con la cultura de La Tène, los cuales tuvieron avances en la tecnología del trabajo del hierro, consiguiendo con ello una considerable influencia, sobre todo cuando a partir del 600 a. C. la gente del norte comenzó a extraer hierro, gracias a una tecnología que consiguieron de sus vecinos de la Europa Central. No obstante, al principio el hierro se usó únicamente como decoración, posteriormente se utilizó para forjar herramientas y espadas. También sobrevivió el uso del bronce durante este periodo completo, pero como un uso decorativo.
Sus tradiciones fueron una continuación de la Edad de Bronce nórdica, pero con influencias fuertes de la cultura de Hallstatt en Europa Central.
Las prácticas funerarias, no obstante, continuaron la tradición de incinerar los cadáveres para luego poner sus restos en urnas, algo característico de la cultura de los campos de urnas.